# Compte à rebours (X-Files)
Compte à rebours (S.R. 819) est le 9e épisode de la saison 6 de la série télévisée X-Files. Dans cet épisode, Mulder et Scully ont 24 heures pour sauver Skinner, qui se meurt d'une infection inoculée par des nanorobots.
L'épisode, qui redonne un rôle central au personnage de Skinner, a obtenu des critiques plutôt favorables.

## Résumé
Lors d'un entraînement de boxe, Skinner est pris d'étourdissements et perd connaissance. Il se réveille à l'hôpital, où les docteurs, n'ayant rien décelé d'anormal, le laissent sortir. Mulder et Scully s'inquiètent néanmoins d'une contusion sur ses côtes qui grandit et lui font passer sa journée en revue. Sur une vidéo, Scully reconnaît le docteur Kenneth Orgel, spécialiste des nouvelles technologies, dans un homme qui a brièvement arrêté Skinner dans le hall du siège du FBI. Mulder et Skinner se rendent chez Orgel mais celui-ci est enlevé par plusieurs hommes. Après un échange de coups de feu, les inconnus s'enfuient sauf un que Mulder parvient à arrêter. Il doit néanmoins le relâcher car l'homme possède un passeport diplomatique.
En faisant des analyses, Scully découvre que des cellules de carbone se multipliant dans l'organisme de Skinner sont à l'origine de sa condition. Pendant ce temps, Mulder apprend qu'Orgel était lié au sénateur Richard Matheson, qu'il connaît bien, mais cette piste débouche sur une impasse car le sénateur refuse de lui parler. Mulder trouve plus tard dans le courrier de Skinner que celui-ci enquêtait sur une résolution sénatoriale concernant les nouvelles technologies. De son côté, Skinner est victime d'un nouveau malaise et doit être à nouveau conduit à l'hôpital, où son état de santé se détériore rapidement. Il dit cependant à Scully qu'il se rappelle avoir vu à plusieurs reprises un homme barbu durant ces dernières heures. 
Le sénateur Matheson reçoit un appel lui indiquant où il pourra trouver Orgel. Ce dernier, dans un état similaire à celui de Skinner, meurt lorsqu'un inconnu barbu aggrave sa condition en augmentant les niveaux d'une télécommande. Poursuivant son enquête, Mulder retrouve Matheson qui, après une confrontation houleuse, confie à Mulder que la condition de Skinner est due à un empoisonnement par des nanorobots. À l'hôpital, Skinner est victime d'un arrêt cardiaque et son décès est prononcé mais son cœur repart lorsque le barbu fait baisser les niveaux de sa télécommande. Trois semaines plus tard, Skinner, totalement rétabli, interdit à Mulder et Scully de continuer leur enquête sur l'affaire. Skinner rencontre plus tard l'inconnu barbu, qui se révèle être Krycek et qui lui rappelle qu'il tient désormais sa vie entre ses mains et exigera un service en temps venu.

## Distribution
- David Duchovny : Fox Mulder
- Gillian Anderson : Dana Scully
- Mitch Pileggi : Walter Skinner
- Raymond J. Barry : le sénateur Richard Matheson
- John Towey : le docteur Kenneth Orgel
- Kenneth Tigar : le docteur Plant
- Jenny Gago : le docteur Katrina Cabrera
- Nicholas Lea : Alex Krycek
- Mickey Knox : le vieil entraîneur

## Production
Au début de la 6e saison, les scénaristes estiment que le personnage de Walter Skinner est désormais devenu « sacrifiable » car, après leur éviction du bureau des affaires non classées, Mulder et Scully n'ont que peu affaire à lui. John Shiban, le scénariste de l'épisode, compte initialement écrire une histoire dans laquelle c'est Mulder qui est infecté par des nanorobots mais se rend compte qu'elle ne sera pas très efficace car le public se doutera bien que Mulder ne mourra pas. Il décide alors de donner ce rôle à Skinner, le replaçant du même coup au centre de l'action. Shiban s'inspire pour son scénario, dans lequel un homme est empoisonné et n'a que 24 heures pour trouver son assassin, du film Mort à l'arrivée (1950) et de son remake du même nom (1988). Shiban fait également réapparaître le personnage d'Alex Krycek. En lui donnant une emprise sur Skinner, il permet à Skinner de redevenir un personnage ambigu dont les loyautés sont mises à l'épreuve.
Une scène de combat entre Skinner et Krycek est imaginée par Shiban mais doit être supprimée du scénario pour des raisons de budget et de temps. Pour le match de boxe du début de l'épisode, Mitch Pileggi, qui a pratiqué la boxe à l'université, reprend l'entraînement dans un gymnase de Los Angeles. Pileggi doit par ailleurs endurer de longues heures de maquillage pour les besoins de l'épisode, une épreuve qu'il reconnaît avoir détesté. Afin de créer l'illusion de ses veines devenues gonflées et ayant pris une couleur violacée, de fausses veines sont collées sur son visage, ses bras et son torse. Pour souligner la progression de l'infection, le maquilleur John Vulich utilise deux jeux complets de maquillage qui sont mélangés numériquement en postproduction afin de donner l'effet de progression voulu. Les nanorobots de l'échantillon sanguin sont conçus numériquement et multipliés par un programme d'animation.

## Accueil

### Audiences
Lors de sa première diffusion aux États-Unis, l'épisode réalise un score de 9,1 sur l'échelle de Nielsen, avec 13 % de parts de marché, et est regardé par 15,70 millions de téléspectateurs. La promotion télévisée de l'épisode est réalisée avec le slogan « He has 24 hours to solve his own murder... or die » (en français « Il a 24 heures pour résoudre son propre meurtre... ou mourir »).

### Accueil critique
L'épisode recueille des critiques plutôt favorables. Parmi les critiques positives, John Keegan, du site Critical Myth, lui donne la note de 8/10. Le site Le Monde des Avengers lui donne la note de 3/4. Todd VanDerWerff, du site The A.V. Club, lui donne la note de B. Dans son livre, Tom Kessenich estime que l'épisode « ré-établit certaines merveilleuses connotations liées à la conspiration et met le décor en place pour de possibles développements encore plus intéressants ».
Du côté des critiques mitigées ou négatives, Paula Vitaris, de Cinefantastique, lui donne la note de 2/4. Dans leur livre sur la série, Robert Shearman et Lars Pearson lui donnent la note de 2/5, estimant que cette « histoire glauque promet beaucoup mais tient très peu de ses promesses ». 

### Distinctions
L'épisode est nommé en 1999 aux Emmy Awards dans les catégories du meilleur montage pour une série et de la meilleure composition musicale pour une série.